# ブイトレラプトル
ブイトレラプトル（Buitreraptor）は白亜紀後期に現在のアルゼンチンに生息していたドロマエオサウルス科の肉食性獣脚類恐竜の属の一つである。
2005年にMakovicky、 ApesteguíaおよびAgnolin記載され、タイプ種はBuitreraptor gonzalezorumである。ニワトリほどの大きさで、頭部は細長く、多数の小さな歯があった。

## 特徴

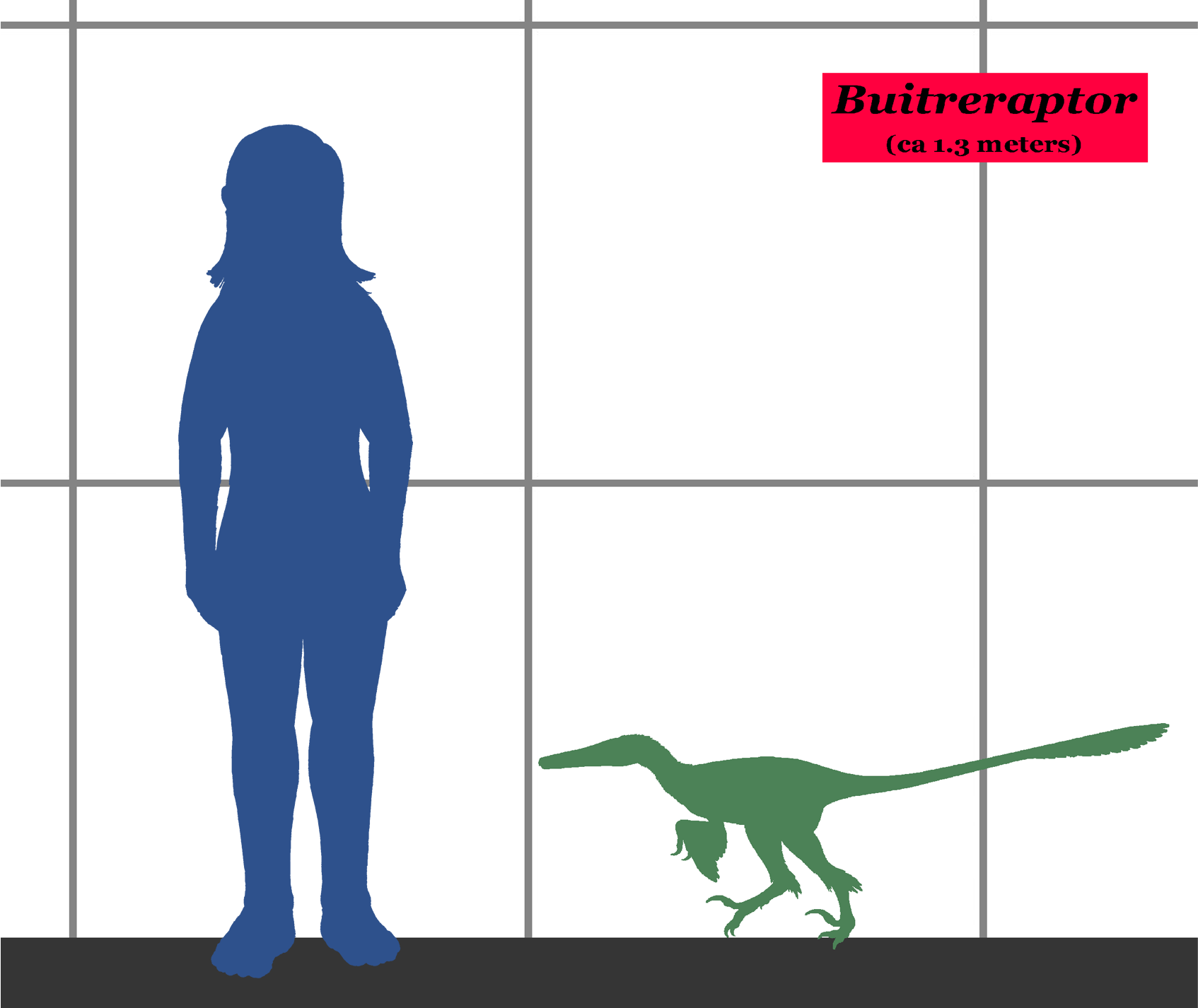
ヒトとの大きさ比較

ブイトレラプトルは比較的小型な種で、2010年のグレゴリー・ポールによる推定では体長1.5 m、体重3 kgである。
ヴェロキラプトルのような北の大陸のドロマエオサウルス類とは異なる身体的な特徴がいくつかある。
吻部は細く、平らで、非常に伸張している。歯は数が多く、小型で肉を引き裂いたり、刻んだりするための鋸歯がなく、溝があり、大きく曲がり、平たい。この特徴から記載者であるMakovickyらは最初、この恐竜が他のドロマエオサウルス類の様に大型の動物を狩るのではなく、トカゲや哺乳類のような獲物を狩っていたと結論した。前肢は長く、手には3本の指がある。指は他のドロマエオサウルス類のものより比較的短く、基本的に3本とも同じ長さで、それぞれ長さが異なり、第二指がかなり長い他のドロマエオサウルス類と異なっている。
胸郭が狭く、体全体が細長い。鎌状の鉤爪がついた第二趾は比較的短く、幅が広い。

### 羽毛

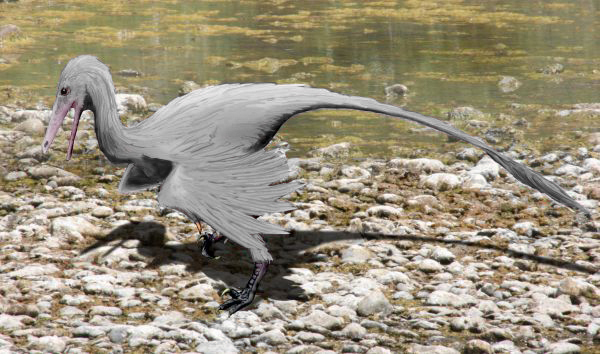
復元図

ブイトレラプトルの化石からは羽毛は見つかっていない。しかし、ミクロラプトルやシノルニトサウルスといった近縁種では羽毛の保存された化石が知られている。近縁種が羽毛を持っていたことから、ブイトレラプトルにも羽毛があった可能性が高い。Apesteguiaに拠れば、これは現在の猿に毛が生えているので、古代の猿も毛が生えた姿で復元するのと同じことである。

## 古生物地理学
ブイトレラプトル以外では、南の大陸から知られているドロマエオサウルス類は（2005年以前に発見された）南アメリカのネウケンラプトル（Neuquenraptor）、アウストロラプトル（Austroraptor）、ウネンラギアとマダガスカルのラホナヴィス（Rahonavis）（かつて真鳥類と考えられた）と未同定のオーストラリアのドロマエオサウルス類に似た歯のみである。この南半球での発見によりドロマエオサウルス科がかつて考えられていたよりも広範で世界中に分布していたことを明らかにした。この発見から、ドロマエオサウルス類が全ての大陸が現在よりも互いに近かったジュラ紀に出現したことが示唆される。Makovickyらはブイトレラプトルの発見からドロマエオサウルス類が出現したのはパンゲアが分裂する前の約1億8000万年前だと提案している。しかし、他の研究者は後続の研究によりドロマエオサウルス科が出現したのは1億6000万年前であるとしている。
南半球のドロマエオサウルス類は北の種にはない独特の特徴を共有しており、ドロマエオサウルス科は北の古代の大陸ローラシアで出現し、白亜紀に南のゴンドワナに移住したという別の可能性もある。発見地のLa Buitreraでは陸生のワニ、翼竜、既知で最大の喙頭類、肢のあるヘビ、イグアナ類のトカゲ、ヘビクビガメ類、哺乳類、ハイギョの化石も発見されている。

## 系統と飛翔能力に関する議論

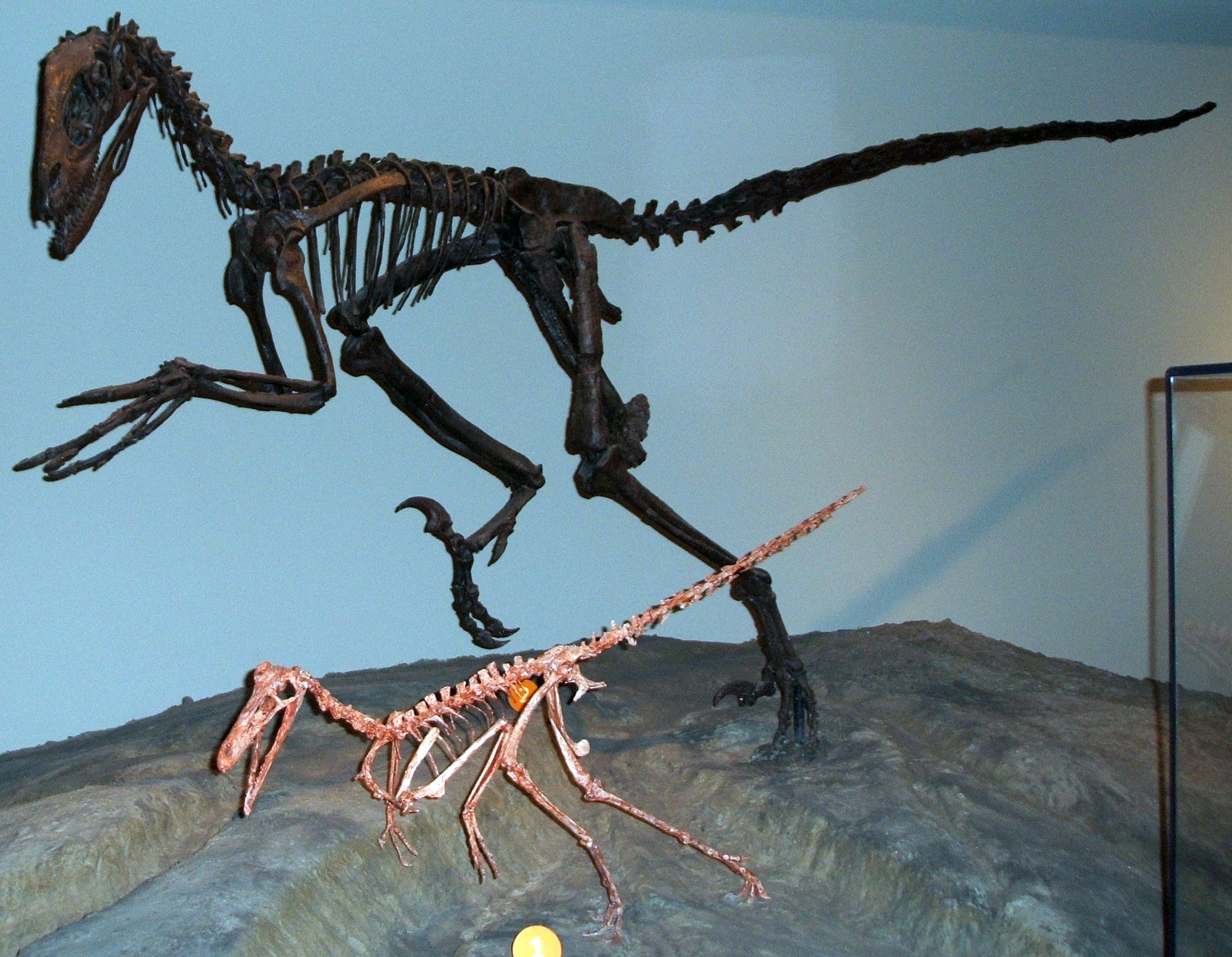
フィールド自然史博物館のブイトレラプトル（前）、デイノニクス（後）の骨格キャスト

ブイトレラプトルにはドロマエオサウルス科、トロオドン科、アヴィアラエの特徴がモザイク状に見られる。2005年にはドロマエオサウルス科に分類された。記載者による系統解析の結果ではドロマエオサウルス科のウネンラギア亜科（Unenlagiinae）であることが示された。
ブイトレラプトルの発見はまた、鳥類とドロマエオサウルス類の飛行能力が独立して進化してきたものか、あるいは飛行能力のある共通の祖先から生じたものかという疑問の議論の対象となっている。ブイトレラプトルの近縁種であるラホナヴィスは飛ぶことができたとする研究者もいる。しかし、飛行の証拠は他のドロマエオサウルス科のでは明確になっておらず、もし本当にラホナヴィスが飛ぶことが出来たのならドロマエオサウルス科は鳥類とは独立に進化したものであると提案されている。

## 発見と命名

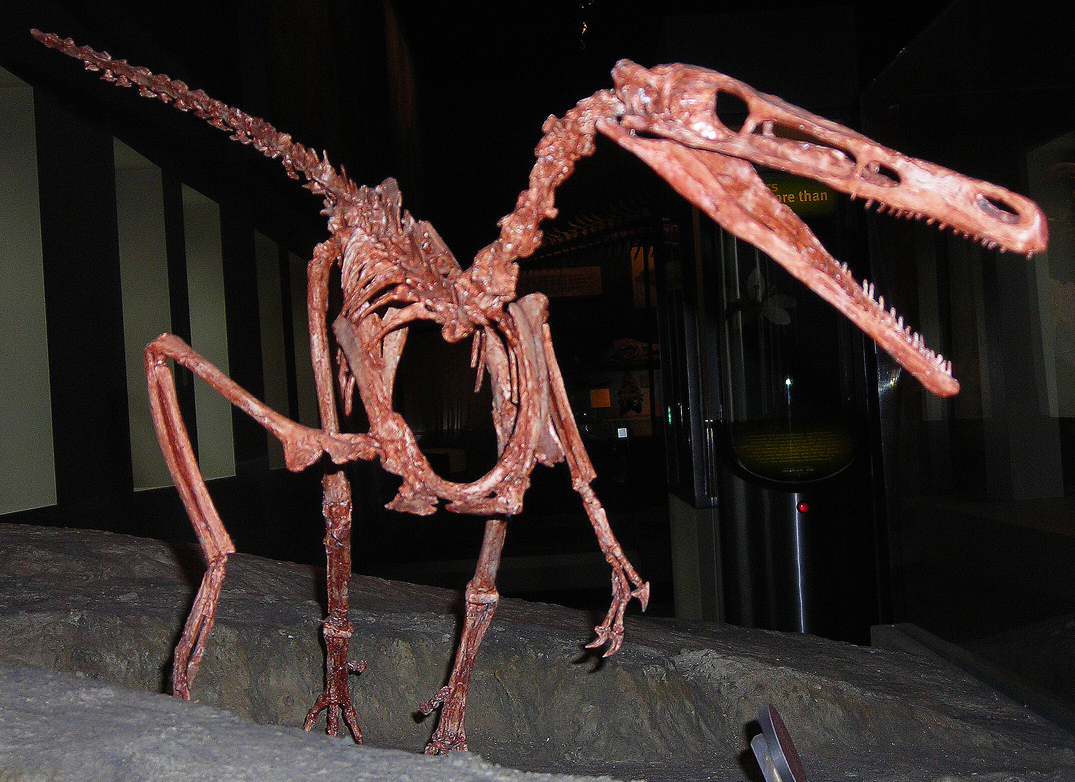
フィールド自然史博物館の骨格キャスト

2004年に4つのブイトレラプトルの骨格がアルゼンチン、パタゴニア地方にある砂岩でマイモニデス大学のSebastián Apesteguiaとシカゴのフィールド博物館のキュレーターPeter Makovickyの率いる発掘チームにより発見された。
化石はカンデレロス層のセノマン期-チューロン期の9400万年前の地層で、この当時の南アメリカは現在のオーストラリアのように孤立した大陸であった。化石の発掘地は「ハゲタカのねぐら」という意味のLa Buitreraと名づけられた。この場所での恐竜の化石はまれだが、近くの発掘地では以前に既知の最大の獣脚類の一つであるギガノトサウルスが発見されている。
Buitreraptor gonzalezorumが現在知られているブイトレラプトルの唯一の種であり、Macovicky、ApesteguíaおよびFederico Agnolínにより命名された。属名はLa Buitreraにちなんだスペイン語で「ハゲタカ」を意味するbuitreとラテン語で「略奪者」を意味するraptorから「ハゲタカ乗っ取り屋」という意味である。種小名は実際に多数の化石の発掘と剖出を行ったFábian González、Jorge González兄弟に献名されたものである。
ホロタイプ標本 MPCA 245は部分骨格で、生体の個体の頭骨を含む骨格である。パラタイプMPCA 238は右の骨盤と仙骨、右の後肢である。他の二つの標本は未記載である。

## 参照
1. ↑  Paul, G.S., 2010, The Princeton Field Guide to Dinosaurs, Princeton University Press p. 139
2. ↑  Gianechini, F.A.; Apesteguía, S., Makovicky, P.J (2009). “The unusual dentiton of Buitreraptor gonzalezorum (Theropoda: Dromaeosauridae), from Patagonia, Argentina: new insights on the unenlagine teeth”. Ameghiniana 46 (4):  29R.
3. ↑  Gianechini, F.A.; Makovicky, P.J, Apesteguía, S. (2011). “The teeth of the unenlagiine theropod Buitreraptor from the Cretaceous of Patagonia, Argentina, and the unusual dentition of the Gondwanan dromaeosaurids”. Acta Palaeontologica Polonica 56 (2):  279–290.
4. ↑  National Geographic: "New Birdlike Dino Adds to Debate on Origins of Flight", 18-10-2005.
5. 1 2 3 4 5  Makovicky, Peter J.; Apesteguía, Sebastián; Agnolín, Federico L. (2005). “The earliest dromaeosaurid theropod from South America”. Nature 437:  1007–1011. Bibcode: 2005Natur.437.1007M. doi:10.1038/nature03996. PMID 16222297.
6. ↑  EurekAlert!: "Newly discovered birdlike dinosaur is oldest raptor ever found in South America: Relative of Velociraptor rewrites evolutionary charts", 12-10-2005.
7. ↑  Hu, D.; Hou, L.; Zhang, L. & Xu, X. (2009), “A pre-Archaeopteryx troodontid theropod from China with long feathers on the metatarsus”, Nature 461 (7264):  640–643, Bibcode: 2009Natur.461..640H, doi:10.1038/nature08322, PMID 19794491
8. ↑  New Scientist: "Feathered flight, so good they did it twice?", 15-10-2005.